# Championnat de Belgique masculin de handball 2015-2016
Navigation
Division 1 2014-2015 Division 1 2016-2017
La saison 2015-2016 du Championnat de Belgique de handball fut la 58e saison de la plus haute division belge de handball. La première phase du championnat la phase classique, suivit des Play-offs (dans lesquels, on retrouve les quatre clubs engagés en BeNe League) et des Play-downs (dans lesquels, on retrouve deux barragistes issus de la division 2).
Cette édition fut remportée par le QubiQ Achilles Bocholt, sacré champion pour la première fois de son histoire, il termine avec comme dauphin l'Initia HC Hasselt. Le Callant Tongeren (anciennement United HC Tongeren) complète le podium. Le KV Sasja HC Hoboken, l'Olse Merksem HC et le HC Visé BM, les trois autres clubs participants au Play-offs, auront également l'honneur de représenté la Belgique en BeNe League la saison suivante puisque le format passe de 10 à 12 équipes.
L'Union beynoise et le KV Sasja HC Hoboken II sont relégués et seront remplacé la saison suivante par le HC Visé BM II et par le VOO RHC Grâce-Hollogne.

## Participants
En gras, les clubs engagés en BeNe League
| Club                     | Classement 2014-2015 | Localisation         | Entraîneur                 | Salle                        | Capacité |
| ------------------------ | -------------------- | -------------------- | -------------------------- | ---------------------------- | -------- |
| Callant Tongeren         | 1er                  | Tongres              | Jos Schouterden            | Eburons Dôme Tongeren        | 1 000    |
| Hubo Initia HC Hasselt   | 2e                   | Hasselt              | Vladimir Tomanovic         | Sporthal Alverberg           | 1 730    |
| KV Sasja HC Hoboken      | 3e                   | Anvers               | Alex Jacobs                | Sportcomplex Sorghvliedt     | 950      |
| QubiQ Achilles Bocholt   | 4e                   | Bocholt              | Bart Lenders               | Sportcomplex De Damburg      | 1 539    |
| HC Visé BM               | 5e                   | Visé                 | Predrag Dosen              | Hall Omnisports de Visé      | 600      |
| Sporting Neerpelt-Lommel | 6e                   | Neerpelt/Lommel      | Bujar Qerimi               | Sportcentrum Dommelhof       | 1 600    |
| Olse Merksem HC          | 7e                   | Anvers               | Lars Bertels               | Sportcentrum De Rode Loop    | 321      |
| EHC Tournai              | 8e                   | Tournai              | Vincent Parat Allan Cuervo | Hall des Sports de la C.E.T. | 2 000    |
| HC Eynatten-Raeren       | 9e                   | Raeren               | Edgard Brülls              | Sporthalle Eynatten          | 700      |
| KV Sasja HC Hoboken II   | 10e                  | Anvers               | Jean Van de Kerkhove       | Sportcomplex Sorghvliedt     | 950      |
| Union beynoise           | 11e                  | Beyne-Heusay         | Pierre Chapaux             | Hall Omnisports Edmond Rigo  | 400      |
| Kreasa HB Houthalen      | 12e                  | Houthalen-Helchteren | Korneel Douven             | Sporthal Lakerveld           | 2 000    |

### Localisation
| \| HC Visé BM Callant Tongeren Q.Achilles Bocholt H.Initia HC Hasselt Union Beynoise Olse Merksem KV Sasja KV Sasja II Kreasa HB Houthalen Sporting NeLo EHC Tournai HC Eynatten \| Localisation des clubs engagés dans le championnat |
| HC Visé BM Callant Tongeren Q.Achilles Bocholt H.Initia HC Hasselt Union Beynoise Olse Merksem KV Sasja KV Sasja II Kreasa HB Houthalen Sporting NeLo EHC Tournai HC Eynatten                                                          |

Nombre d'équipes par Province
| # | Province             | Nombre | Équipe(s) |
| - | -------------------- | ------ | --- |
| 1 | Province de Limbourg | 5      | Hubo Initia HC Hasselt, Callant Tongeren, QubiQ Achilles Bocholt, Sporting Neerpelt-Lommel, Kreasa HB Houthalen |
| 2 | Province de Liège    | 3      | Union beynoise, HC Visé BM, HC Eynatten-Raeren                                                                  |
| 3 | Province d'Anvers    | 3      | KV Sasja HC Hoboken, Olse Merksem HC, KV Sasja HC Hoboken II                                                    |
| 4 | Province de Hainaut  | 1      | EHC Tournai |

## Compétition

### Organisation du championnat
La saison régulière est disputée par 8 équipes jouant chacune l'une contre l'autre à deux reprises selon le principe des phases aller et retour. Une victoire rapporte 2 points, une égalité, 1 point et, donc une défaite 0 point.
Après la saison régulière, les 2 équipes les mieux classées s'engagent dans les play-offs. Ceux-ci constituent en un nouveau championnat où elle rejoignent les quatre équipe engagés en BeNe League.
Les six équipes s'affrontent en phase aller-retour mais lors duquel les deux meilleurs classés en BeNe League commence avec 3 points, le troisième meilleur classé et le vainqueur de la phase régulière, 2 points alors que le club le moins bien classé de BeNe League ainsi que le deuxième de la phase régulière débute tous deux avec 1 seul point. Ces six équipes s'affrontent dans le but de pouvoir terminer premier et, donc d'obtenir un sacre national ou une place européenne. il est important de préciser que contrairement à la saison précédente, tous les qualifiés aux Play-offs participeront à la BeNe League à cause d'un changement de format. Lors de ces play-offs, les deux premières équipes se qualifient pour la finale, une finale en trois manches, dont le premier reçoit deux fois et le second une fois.
Pour ce qui est des 6 dernières équipes de la phase régulière, elles s'engagent quant à elles dans les play-downs en compagnie des deux premières équipes de division 2. Il s'agit là aussi d'une compétition normale en phase aller-retour mais pour laquelle, le premier de ces play-downs commence avec 6 points, le second, 5, le troisième, 4, le quatrième, 3, le cinquième, 2, le sixième et les deux équipes issus de division 2 avec 1 point. Ces quatre équipes s'affrontent dans le but de ne pas pouvoir finir aux deux dernières places, synonyme de relégation en division 2.

### Saison régulière

#### Classement
|   | Équipe                   | Pts | J  | G  | N | P  | Bp  | Bc  | Diff |
| - | ------------------------ | --- | -- | -- | - | -- | --- | --- | ---- |
| 1 | HC Visé BM               | 25  | 14 | 12 | 1 | 1  | 461 | 357 | 104  |
| 2 | Olse Merksem HC          | 25  | 14 | 12 | 1 | 1  | 402 | 313 | 89   |
| 3 | Sporting Neerpelt-Lommel | 22  | 14 | 6  | 0 | 8  | 436 | 342 | 94   |
| 4 | HC Eynatten-Raeren       | 12  | 14 | 5  | 0 | 9  | 387 | 408 | -21  |
| 5 | Union beynoise           | 10  | 14 | 4  | 0 | 10 | 360 | 436 | -76  |
| 6 | Kreasa HB Houthalen      | 8   | 14 | 4  | 0 | 10 | 350 | 381 | -31  |
| 7 | EHC Tournai              | 8   | 14 | 4  | 0 | 10 | 383 | 394 | -11  |
| 8 | KV Sasja HC Hoboken II   | 2   | 14 | 1  | 0 | 13 | 321 | 469 | -148 |

|                 | Qualification en play-offs |
|                 | Barrages                   |
| en augmentation | Promu 2015                 |

##### Évolution du Classement
- Leader du classement

| EHC | EHC | HC Visé BM | HC Visé BM | HC Visé BM | HC Visé BM | NEE | NEE | NEE | OME | HC Visé BM | HC Visé BM | HC Visé BM | HC Visé BM | HC Visé BM |  |  |  |  |  |  |  |  |  |  |  |  |  |  |  |
|     |     |            |            |            |            |     |     |     |     |            |            |            |            |            |  |  |  |  |  |  |  |  |  |  |  |  |  |  |  |
| 01  | 02  | 03         | 04         | 05         | 06         | 07  | 08  | 09  | 10  | 11         | 12         | 13         | 14         |            |  |  |  |  |  |  |  |  |  |  |  |  |  |  |  |

- Journée par journée

| Club                     | 1 | 2 | 3 | 4 | 5 | 6 | 7 | 8 | 9 | 10 | 11 | 12 | 13 | 14 |
| ------------------------ | - | - | - | - | - | - | - | - | - | -- | -- | -- | -- | -- |
| HC Eynatten-Raeren       | 2 | 5 | 6 | 5 | 5 | 5 | 4 | 4 | 4 | 4  | 4  | 4  | 4  | 4  |
| Kreasa HB Houthalen      | 6 | 6 | 5 | 6 | 6 | 6 | 7 | 7 | 7 | 7  | 7  | 7  | 6  | 7  |
| Sporting Neerpelt-Lommel | 3 | 3 | 2 | 2 | 2 | 2 | 2 | 1 | 1 | 1  | 3  | 3  | 3  | 3  |
| EHC Tournai              | 1 | 1 | 4 | 4 | 4 | 4 | 5 | 5 | 5 | 5  | 5  | 5  | 5  | 6  |
| Olse Merksem HC          | 5 | 4 | 3 | 3 | 3 | 3 | 3 | 2 | 3 | 2  | 1  | 2  | 2  | 2  |
| Union beynoise           | 7 | 7 | 7 | 7 | 7 | 7 | 6 | 6 | 6 | 6  | 6  | 6  | 7  | 5  |
| HC Visé BM               | 4 | 2 | 1 | 1 | 1 | 1 | 1 | 3 | 2 | 3  | 2  | 1  | 1  | 1  |
| KV Sasja HC Hoboken II   | 8 | 8 | 8 | 8 | 8 | 8 | 8 | 8 | 8 | 8  | 8  | 8  | 8  | 8  |

#### Matchs
| Résultats (dom.\ext.)                                      | VIS   | NEE   | EHC   | SAS   | OLS   | KRE   | WAA   | UBE   |
| HC Visé BM                                                 |       | 25-25 | 38-32 | 41-20 | 29-26 | 35-32 | 38-27 | 35-25 |
| Sporting Neerpelt-Lommel                                   | 32-35 |       | 35-24 | 29-23 | 26-27 | 23-19 | 37-21 | 41-18 |
| EHC Tournai                                                | 21-28 | 27-39 |       | 43-21 | 26-29 | 22-26 | 32-34 | 37-26 |
| KV Sasja HC Hoboken II                                     | 32-36 | 26-46 | 20-29 |       | 17-30 | 25-28 | 32-28 | 25-29 |
| Olse Merksem HC                                            | 26-25 | 18-18 | 36-25 | 38-20 |       | 27-23 | 37-26 | 37-18 |
| Kreasa HB Houthalen                                        | 24-29 | 28-29 | 22-23 | 27-22 | 21-25 |       | 28-26 | 21-27 |
| HC Eynatten-Raeren                                         | 25-26 | 24-28 | 24-21 | 31-23 | 21-22 | 36-31 |       | 28-25 |
| Union beynoise                                             | 26-41 | 27-39 | 22-21 | 39-20 | 18-24 | 32-31 | 28-36 |       |
| - Victoire à domicile - Match nul - Victoire à l'extérieur |       |       |       |       |       |       |       |       |

### Play-offs

#### Classement
|   | Équipe                   | Pts | J  | G | N | P | Bp  | Bc  | Diff |
| - | ------------------------ | --- | -- | - | - | - | --- | --- | ---- |
| 1 | Hubo Initia HC Hasselt   | 19  | 10 | 7 | 2 | 1 | 279 | 244 | 35   |
| 2 | QubiQ Achilles Bocholt   | 17  | 10 | 6 | 2 | 2 | 312 | 284 | 28   |
| 3 | Callant Tongeren (T) (C) | 11  | 10 | 4 | 1 | 5 | 260 | 255 | 5    |
| 4 | KV Sasja HC Hoboken      | 10  | 10 | 3 | 3 | 4 | 256 | 257 | -1   |
| 5 | HC Visé BM               | 10  | 10 | 4 | 0 | 6 | 281 | 288 | -7   |
| 6 | Olse Merksem HC          | 5   | 10 | 2 | 0 | 8 | 248 | 308 | -60  |

|                 | Qualification pour la finale      |
| (T)             | Tenant du titre                   |
| (C)             | Vainqueur de la Coupe de Belgique |
| en augmentation | Issus de la Phase régulière       |

#### Matchs
| Résultats (dom.\ext.)                                      | HAS   | TON   | HOB   | BOC   | VIS   | OLS   |
| Hubo Initia HC Hasselt                                     |       | 33-25 | 28-23 | 27-27 | 22-18 | 34-25 |
| Callant Tongeren                                           | 20-24 |       | 23-23 | 26-30 | 22-19 | 33-26 |
| KV Sasja HC Hoboken                                        | 28-28 | 17-30 |       | 30-30 | 25-27 | 28-16 |
| QubiQ Achilles Bocholt                                     | 31-27 | 27-24 | 27-33 |       | 35-34 | 38-28 |
| HC Visé BM                                                 | 25-33 | 27-30 | 31-27 | 33-31 |       | 34-29 |
| Olse Merksem HC                                            | 22-23 | 29-27 | 17-22 | 22-36 | 34-33 |       |
| - Victoire à domicile - Match nul - Victoire à l'extérieur |       |       |       |       |       |       |

#### Finale
| 20h15 - 14 mai 2016 | QubiQ Achilles Bocholt | 41 - 27 | Hubo Initia HC Hasselt | Sportcomplex De Damburg, Bocholt |

| 20h15 - 21 mai 2016 | Hubo Initia HC Hasselt | 21 - 25 | QubiQ Achilles Bocholt | Sporthal Alverberg, Hasselt |

- QubiQ Achilles Bocholt 2 - 0 Hubo Initia HC Hasselt

#### Champion
| Champion de Belgique de handball 2015-2016 QubiQ Achilles Bocholt Handbal 1er titre |

### Barrages

#### Classement
|   | Équipe                   | Pts | J  | G  | N | P  | Bp  | Bc  | Diff |
| - | ------------------------ | --- | -- | -- | - | -- | --- | --- | ---- |
| 1 | Sporting Neerpelt-Lommel | 31  | 14 | 14 | 0 | 0  | 395 | 377 | 18   |
| 2 | EHC Tournai              | 18  | 14 | 8  | 1 | 5  | 400 | 366 | 34   |
| 3 | HC Visé BM II            | 17  | 14 | 7  | 2 | 5  | 392 | 381 | 11   |
| 4 | HC Eynatten-Raeren       | 16  | 14 | 6  | 1 | 7  | 392 | 389 | 3    |
| 5 | VOO RHC Grâce-Hollogne   | 15  | 14 | 6  | 2 | 6  | 423 | 431 | -8   |
| 6 | Kreasa HB Houthalen      | 14  | 14 | 6  | 0 | 8  | 337 | 354 | -17  |
| 7 | KV Sasja HC Hoboken II   | 13  | 14 | 6  | 0 | 8  | 363 | 389 | -26  |
| 8 | Union beynoise           | 2   | 14 | 0  | 0 | 14 | 318 | 434 | -116 |

|                 | Relégué en Division 2                 |
| en augmentation | Qualifiés Division 2 pour le barrage. |

#### Matchs
| Résultats (dom.\ext.)                                      | NEE   | EHC   | EYN   | SAS   | UBE   | KRE   | G-H   | VIS   |
| Sporting Neerpelt-Lommel                                   |       | 33-27 | 28-27 | 39-18 | 43-24 | 34-29 | 35-26 | 34-32 |
| EHC Tournai                                                | 32-35 |       | 33-25 | 23-22 | 34-20 | 27-21 | 36-21 | 34-32 |
| HC Eynatten-Raeren                                         | 25-30 | 22-30 |       | 41-32 | 33-21 | 23-28 | 31-31 | 26-29 |
| KV Sasja HC Hoboken II                                     | 21-31 | 29-23 | 28-25 |       | 25-18 | 26-19 | 34-27 | 25-27 |
| Union Beynoise                                             | 25-40 | 24-30 | 26-29 | 22-25 |       | 23-24 | 21-31 | 25-37 |
| Kreasa HB Houthalen                                        | 19-32 | 24-19 | 24-26 | 25-18 | 24-18 |       | 23-28 | 26-22 |
| VOO RHC Grâce-Hollogne                                     | 33-41 | 32-26 | 32-34 | 41-33 | 28-26 | 34-28 |       | 34-34 |
| HC Visé BM II                                              | 24-26 | 26-26 | 17-25 | 28-27 | 31-25 | 24-23 | 29-25 |       |
| - Victoire à domicile - Match nul - Victoire à l'extérieur |       |       |       |       |       |       |       |       |

## Bilan

### Classement final
| Rang | Équipe                     | En Coupe de Belgique |
| ---- | -------------------------- | -------------------- |
| 1er  | QubiQ Achilles Bocholt     | Demi-finalistes      |
| 2e   | Hubo Initia HC Hasselt     | Demi-finalistes      |
| 3e   | Callant Tongeren (T)       | Vainqueur            |
| 4e   | KV Sasja HC Hoboken        | Quarts de finale     |
| 5e   | HC Visé BM                 | Quarts de finale     |
| 6e   | Olse Merksem HC            | Quarts de finale     |
| 7e   | Sporting Neerpelt-Lommel   | Finaliste            |
| 8e   | EHC Tournai                | Huitième de finale   |
| 9e   | HC Visé BM II (B)          |                      |
| 10e  | HC Eynatten-Raeren         | Huitième de finale   |
| 11e  | VOO RHC Grâce-Hollogne (B) | Huitième de finale   |
| 12e  | Kreasa HB Houthalen        | Seizième de finale   |
| 13e  | KV Sasja HC Hoboken II     |                      |
| 14e  | Union beynoise             | Quarts de finale     |

|                 | Champion de Belgique et qualifiés pour la Ligue des champions 2016-2017 |
|                 | Qualifiés pour la Coupe Challenge 2016-2017                             |
|                 | Relégués en division 2                                                  |
| En              | gras Qualifiés pour la BeNe League 2016-2017                            |
| (T)             | Tenant du titre                                                         |
| en augmentation | Promu de début de saison en Division 1                                  |
| (B)             | Qualifiés pour les Barrage de Division 1                                |

### Classement des Buteurs
| #  | Joueur          | Équipe                   | Buts | MJ |
| -- | --------------- | ------------------------ | ---- | -- |
| 01 | Serge Spooren   | Sporting Neerpelt-Lommel | 99   | 14 |
| 02 | Wout Winters    | Sporting Neerpelt-Lommel | 91   | 14 |
| 03 | Brice Lachal    | EHC Tournai              | 89   | 14 |
| 04 | Jeffrey Jacobs  | Olse Merksem HC          | 85   | 14 |
| 05 | Kim Schroeder   | HC Eynatten-Raeren       | 80   | 14 |
| 06 | Florian Glesner | HC Visé BM               | 75   | 14 |
| 07 | Benjamin Danesi | HC Visé BM               | 73   | 12 |
| 08 | Cyril Lurkin    | Union beynoise           | 71   | 13 |
| 09 | Medi Ait-Blal   | EHC Tournai              | 70   | 14 |
| 10 | Yme Bertels     | KV Sasja HC Hoboken II   | 70   | 12 |

### Parcours en coupes d'Europe
Le parcours des clubs belges en coupes d'Europe est important puisqu'il détermine le coefficient EHF, et donc le nombre de clubs belges présents en coupes d'Europe les années suivantes.
| Club                   | Compétition     | Tour d'entrée | Résultat                       | Dernier adversaire  |
| Hubo Initia HC Hasselt | Coupe EHF       | 2e tour       | éliminé au 3e tour             | Helvetia Anaitasuna |
| HC Visé BM             | Coupe Challenge | Premier tour  | éliminé en Huitièmes de finale | HC Dukla Prague     |
| KV Sasja HC Hoboken    | Coupe Challenge | Deuxième tour | éliminé en Quarts de finale    | HC Dukla Prague     |

### Bilan de la saison
| Tableau d'honneur de la saison 2015-2016 |                                       |                             |
| Compétition                              | Vainqueur                             | Commentaire                 |
| Championnat de Belgique                  | QubiQ Achilles Bocholt                | 1er titre                   |
| Coupe de Belgique                        | Callant Tongeren                      | 6e victoire                 |
| Qualifications européennes               |                                       |                             |
| Compétition                              | Qualifiés                             | Qualifiés                   |
| Ligue des champions                      | QubiQ Achilles Bocholt                | Tour préliminaire           |
| Coupe Challenge                          | HC Visé BM                            | Premier tour                |
| Promotions et relégations                |                                       |                             |
| Promu en Division 1 (D1)                 | HC Visé BM II VOO RHC Grâce-Hollogne  | 3e du barrage 5e du barrage |
| Relégation en Division 2 (D2)            | KV Sasja HC Hoboken II Union beynoise | 7e du barrage 8e du barrage |